# Lepisorus eilophyllus
Lepisorus eilophyllus là một loài thực vật có mạch trong họ Polypodiaceae. Loài này được (Diels) Ching miêu tả khoa học đầu tiên năm 1933.